# 1156 (szám)
Az 1156 (római számmal: MCLVI) az 1155 és 1157 között található természetes szám.

## A szám a matematikában
A tízes számrendszerbeli 1156-os a kettes számrendszerben 10010000100, a nyolcas számrendszerben 2204, a tizenhatos számrendszerben 484 alakban írható fel.
Az 1156 páros szám, összetett szám. Kanonikus alakja 22 · 172, normálalakban az 1,156 · 103 szorzattal írható fel. Kilenc osztója van a természetes számok halmazán, ezek növekvő sorrendben: 1, 2, 4, 17, 34, 68, 289, 578 és 1156.
Négyzetszám (34²), középpontos ötszögszám, középpontos tizenegyszögszám, oktaéderszám.
Az 1156 négy szám valódiosztó-összegeként áll elő, ezek az 1196, 1304, 1532 és 2306.

## Csillagászat
- 1156 Kira kisbolygó